# Mavrílon
Mavrílon (Mavrilo) är en ort i Grekland.   Den ligger i prefekturen Fthiotis och regionen Grekiska fastlandet, i den centrala delen av landet, 190 km nordväst om huvudstaden Aten. Mavrílon ligger 847 meter över havet och antalet invånare är 146.
Terrängen runt Mavrílon är huvudsakligen kuperad, men västerut är den bergig. Runt Mavrílon är det ganska glesbefolkat, med 25 invånare per kvadratkilometer. Närmaste större samhälle är Karpenísi, 9,0 km väster om Mavrílon. I omgivningarna runt Mavrílon växer i huvudsak blandskog.